# Congaree National Park
Congaree National Park er en nationalpark i delstaten South Carolina, USA. Over to tredjedele af parken blev udpeget til beskyttet område den 24. oktober 1988 og området fik status som nationalpark den 10. november 2003, Parken er på 88,49 km². 
Parken  er beliggende ved Congareefloden, og består af størstedelen af den tilbageværende urskovsflodslette i Nordamerika.  Nogle af træerne er de højeste i det østlige USA, og Boardwalk Loop er en hævet gangsti gennem sumpen.
I parken er der sumplandskaber og  tempereret løvskov. Parken havde  	120.340  besøgende i 2013 . 